# Gabriel de Duisco
Gabriel de Duisco (mort exécuté le 5 février 1597 sur les hauteurs de Nagasaki) est un laïc catholique japonais, converti par Gonzalve Garcia, devenu catéchète, membre du Tiers-Ordre franciscain, victime de la persécution anti-catholique au Japon. Il appartient au groupe des 26 premiers martyrs japonais de l'histoire.

## Vénération
Gabriel de Duisco appartient au groupe des 26 premiers martyrs japonais de l'histoire. Il fut canonisé avec 25 autres martyrs le 8 juin 1862 par Pie IX. Le jour de sa mémoire est fixé au 5 février.